# Cartoon Network (Canada)
« Teletoon (Canada) » redirige ici. Pour la version francophone de cette chaîne, voir Télétoon (Canada).
Pour les articles homonymes, voir Cartoon Network (homonymie).
 (août 2011).
Si vous disposez d'ouvrages ou d'articles de référence ou si vous connaissez des sites web de qualité traitant du thème abordé ici, merci de compléter l'article en donnant les références utiles à sa vérifiabilité et en les liant à la section « Notes et références ».
Cartoon Network, abregé CN, est une chaîne de télévision canadienne de langue anglaise appartenant à Corus Entertainment sous licence de Warner Bros. Discovery. Elle est la version canadienne anglophone de la chaîne américaine du même nom, détenue par Warner Bros. Discovery. Elle diffuse des émissions et des films d'animation.
La chaîne a été lancée le 17 octobre 1997 à 10 h (heure de Toronto) sous le nom Teletoon. À l'origine, la chaîne Cartoon Network avait été introduite dans le pays le 4 juillet 2012 en tant que chaîne sœur de Teletoon. Le 27 mars 2023, cette dernière change de nom pour Boomerang tandis que Cartoon Network remplace la version anglophone de Teletoon.
Une version francophone de la chaîne Teletoon existe toujours sous le nom de Télétoon.

## Histoire

### Teletoon (1997-2023)
Le consortium formé par The Family Channel (53,3 %), YTV Canada (26,7 %), Cinar Films (10 %) et Nelvana (10 %) a obtenu, en septembre 1996, une licence auprès du CRTC pour les services Télétoon en français et en anglais. La chaîne anglophone est entrée en ondes le 17 octobre 1997. En août 2001, Corus Entertainment détient 40 % (via YTV et Nelvana), Astral Média 40 % et Cinar 20 %, mais les parts de Cinar ont vite été rachetées par Astral et Corus.
Quand Teletoon a été lancé, plusieurs blocs de programmation composaient l’horaire de la chaîne, incluant des émissions destinées aux adultes en fin de soirée, avec une volonté de diffuser des dessins animés provenant de partout dans le monde et avec une majorité d’émissions non censurées. Une journée typique commençait avec du contenu pré-scolaires dès 4 h sans publicités, pour enfants dès 15 h, familial dès 19 h et adulte dès 21 h 30 avec des dessins animés plus adultes, incluant Æon Flux, Duckman et plusieurs OVA. Les heures des blocs de programmation ont été réajustées au fil des années.
Pendant la première année de diffusion, Teletoon commit une erreur en diffusant du contenu adulte (incluant de la nudité) pendant des émissions pré-scolaires[réf. souhaitée]. Le gouvernement et les groupes parentaux furent révoltés, ce qui a provoqué l’arrêt de la diffusion de tous leurs dessins animés destinés aux adolescents et aux adultes. Récemment, Teletoon a créé un bloc destiné à cet auditoire, Teletoon at Night, diffusant des séries de la chaîne Cartoon Network et plusieurs productions originales.
Dans sa seconde année, Teletoon devait diffuser la série culte Space Ghost: Coast to Coast et avait même créé plusieurs publicités l’annonçant. Pourtant, même si la diffusion était annoncée dans tous les horaires télé, l’émission n’a pas été diffusée. La raison de la disparition abrupte est inconnue, mais un conflit avec un acteur interviewé pourrait être à l’origine. En 2004, ils ont commencé à diffuser le spin-off de la série, The Brak Show. En 2006, la série a finalement été diffusée sur la chaîne.
En 1999, Teletoon commença à diffuser des bumpers avec sa première mascotte, Teletina. Ces bumpers ont été faits par Spin Productions à Toronto. Plusieurs autres bumpers, fait avec de l'animation 3D, dont quelques autres faits par Guru Studio, ont débuté sur la chaine en 2001. Les bumpers ont été supprimés en 2007, dû au changement de look en direct.
Avant 2002, aucune publicité conçue pour vendre des produits n'étaient diffusées durant les pauses ; seulement des avis publicitaires pour annoncer les émissions et leurs horaires. Cependant, depuis l’automne 2002, les publicités commerciales sont autorisées grâce à la nouvelle licence attribuée par le Conseil de la radiodiffusion et des télécommunications canadiennes[réf. nécessaire]
Le 5 février 2007, le look de la chaîne a complètement changé et le site du Détour est déménagé sur Teletoon.com.
Le 2 février 2012, Teletoon annonce qu'elle ajoutera la chaîne anglophone Cartoon Network/Adult Swim pour l'automne, alors qu'un bloc de programmation en français Cartoon Network sera ajouté à la grille régulière de Télétoon francophone.
La version haute définition de la chaîne a été lancée le 18 avril 2012, d'abord chez le distributeur EastLink.
Le 16 mars 2012, Bell Canada (BCE) annonce son intention de faire l'acquisition d'Astral Média. incluant ses parts dans Télétoon, pour 3,38 milliards de dollars. La transaction a été refusée par le CRTC. Bell Canada a alors déposé une nouvelle demande et annonce le 4 mars 2013 qu'elle vend ses parts dans Historia, Séries+ et Télétoon à Corus Entertainment, alors que Shaw Media vendra aussi ses parts dans les deux chaînes à Corus, devenant seul propriétaire, sous approbation du CRTC.
Le 27 juin 2013, le CRTC approuve la demande d'acquisition d'Astral par Bell. Historia, Séries+ et Télétoon sont donc vendus à Corus, dont la transaction a été approuvé le 20 décembre 2013, et complété le 1er janvier 2014.

### Cartoon Network (depuis 2023)
Le 21 février 2023, Corus annonce que Teletoon changera de nom pour Cartoon Network le 27 mars 2023. La chaîne sœur Cartoon Network déjà présente au Canada devient alors Boomerang. La version francophone de la chaîne, Télétoon, n'est pas affectée par le changement et continue d'opérer sous son nom original.

## Programmes
La chaîne diffuse la majorité des programmes diffusées sur la version américaine de Cartoon Network, des séries provenant du service HBO Max (Jellystone, La Quête héroique du valeureux Prince Ivandoe, etc.), mais également des acquisitions comme Pokémon ou Bakugan et des productions originales canadiennes (notamment celles de son prédécesseur, Teletoon).
Sous son ancien nom, Teletoon, la chaîne diffusait majoritairement des dessins animés et des films d’animation dans le bloc Teletoon Presents. La plupart des séries diffusées provenaient également de Cartoon Network.
La licence de la chaîne requiert que 90 % de la programmation soit de l’animation, leur permettant de diffuser environ 16,8 heures par semaine de programmation « vivante » (non-animée).

## Productions originales de Teletoon
- 6teen
- Albator, le corsaire de l'espace
- Atomic Betty
- Caillou
- Capitaine Star
- Carl²
- Chop Socky Chooks
- Classe des Titans
- Cybersix
- Défis extrêmes
- Delilah et Julius
- Di-Gata les défenseurs
- Doodlez
- Eckhart
- Futz! (en)
- George de la jungle
- Gérald McBoing Boing
- Huntik : À la recherche des Titans
- Iggy Arbuckle
- Johnny Test
- Kid Paddle
- Kilari
- Les Zybrides
- Moi Willy, fils de rock star
- Planète Sketch (en)
- Pourquoi pas Mimi ?
- Punch!
- Sacré Andy !
- Sourire d'enfer
- Star ou Boucher
- Les Tofou (en)
- Wayside

## Blocs de programmation

### Actuellement

#### Superheroes at Night
Superheroes at Night est un bloc de programmation diffusant tous les soirs à 21 h des séries d'action basées sur les personnages de DC Comics, tels que La Ligue des justiciers : Nouvelle Génération ou Batman.

### Anciennement

#### Teletoon Presents
Teletoon Presents (anciennement connu sous le nom de Cinetoon) est un bloc qui diffuse des films d’animation incluant les vidéofilms de Scooby-Doo et parfois des films non animés inspirés de dessins animés.

#### Teletoon at Night
Anciennement diffusé de 21 h à 3 h, Teletoon at Night est un bloc créé pour un auditoire d’adultes et d’adolescents lancé à l’automne 2002. Le bloc a été remplacé par la chaîne Adult Swim le 1er avril 2019.

#### Blocs originaux
En 1997, Teletoon a choisi de donner un style d'animation différent à chaque bloc. Chaque bloc était représenté par des planètes :
- Animation en pâte à modeler pour le bloc Pré-scolaire (4 h à 15 h)
- Animation traditionnelle pour le bloc Enfants (15 h à 18 h)
- Animation en collage pour le bloc Famille (18 h à 21 h)
- Animation en papier mâché pour le bloc Adulte. (21 h à 4 h)

## Identité visuelle

Logo de Teletoon de 1997 à 2007. Au départ, le logo n'avait pas de bordure rouge et celle-ci était parfois bleue, vert pâle ou orange plutôt que rouge.
Logo de Teletoon de 2007 à 2011.
Logo de Teletoon de 2011 à 2023.
Logo de Cartoon Network depuis le 27 mars 2023.